# Rise of Nations
Rise of Nations (укр. Сходження Націй) — стратегія в реальному часі, розроблена компанією Big Huge Games в 2003. У гру були внесені елементи глобальної стратегії, запозичені, в першу чергу, з Sid Meier's Civilization. У 2004 вийшло доповнення — Rise of Nations: Thrones and Patriots. Ідеї, використані у Rise of Nations, лягли в основу іншої стратегії від Big Huge Games — Rise of Nations: Rise of Legends.
В цілому, Rise of Nations нагадує більшість стратегій в реальному часі: гравець відправляє робітників на збір ресурсів, будує економічні та військові будівлі, досліджує технології, наймає і розвиває армію. У звичний порядок внесено кілька запозичень з серії Civilization, основні з них — міста, національні кордони і чудеса світу.

## Ігровий процес

### Основи
Міста є ключовими будівлями в грі — в них відбувається набір найманців для добування ресурсів, в них же вони можуть сховатися від ворога і вести по ньому вогонь, тільки в межах міських кордонів можна будувати більшість економічних будівель. Міста розширюють «національні кордони» навколо себе.
Одна з відмінностей Rise of Nations в тому, що для транспортування юнітів морем, не потрібні транспортні судна. Юніти самі створюють і забирають їх. Також торговельні каравани залишають позаду себе дорогу.
Національні кордони — область навколо міст і фортів, яка вважається областю гравця, і на якій він може зводити свої будівлі. На нейтральній же території цього робити не можна, а на ворожій діє ефект «виснаження» або «партизанської війни» — саме перебування на ній поступово зменшує кількість «життя» юнітів і будівель. Національні кордони можуть бути розширені шляхом зведення нових міст і фортів, розвитком наявних, дослідженням спеціальних технологій, і зведенням деяких типів чудес світу.
Деякі унікальні будівлі—пам'ятки різних країн світу перенесені в гру. Тут вони наділені особливими властивостями, які дають гравцю переваги після їх побудови.
У грі є шість типів ресурсів, п'ять з яких (їжа, деревина, метал, нафта і багатство) використовуються головним чином для спорудження будівель і наймання юнітів. На відміну від багатьох попередників, в Rise of Nations джерела ресурсів невичерпні — тобто не можна вирубати ліс, зрівняти гору з землею, викачати нафту, виловити рибу в морі чи спустошити ферму. Нафта з'являється в грі тільки з Індустріальної доби і нафтоносні ділянки недосяжні для гравців нижчих рівнів розвитку. Шостий ресурс, Знання, використовуються для проведення досліджень в бібліотеці і шахті, спорудження двох чудес вищого рівня і зброї останніх епох — ядерних і крилатих ракет.
Така велика кількість видів ресурсів змушує прискіпливо займатися економікою. Також на карті присутні «рідкісні ресурси» — компактні унікальні локації, які дають певні бонуси і невелику кількість звичайних ресурсів, якщо послати до них купця з ринку.

### Режими гри
В режимах одиночної і мережевої гри доступно безліч опцій, здатних сильно змінити стиль гри.
- Навчання — кілька історичних сценаріїв гри, супроводжувані текстовими і голосовими підказками, покликані ввести гравця в курс ігрового процесу.
- Однокористувацька гра — битва гравця проти 1-7 комп'ютерних супротивників. Рівень складності задається всім ворогам за раз.
- Кампанія — в Rise of Nations реалізована дещо інакше, ніж в більшості RTS Дія відбувається на карті світу, поділеної на провінції, і гравець не проходить заздалегідь написаний розробниками сценарій, а сам вибирає, яку територію захоплювати в черговій місії (спочатку в його розпорядженні тільки одна провінція). Така реалізація кампанії (глобальна карта і тактичні бої в реальному часі) нагадує ігри серії Total War з тією різницею, що основна увага приділена не подіям на глобальній карті, а тактичним місіям.
- Багатокористувацька гра — під Microsoft Windows Rise of Nations використовувала сервіс GameSpy для гри на централізованому сервері. Також була можливість грати по локальній мережі. На Mac OS X Rise of Nations використовується GameRanger. Спільна гра користувачів різних платформ не підтримується.

### Споруди
У грі будівлі розділені на 3 відокремлених групи.

#### Економічні
Місто — основа всього. Має 3 стадії (автоматично покращуються при виконанні умов): Містечко (для щойно заснованих і незабудованих міст; усі міста в I і II століттях), Місто (якщо має мінімум 6 будівель в кордонах міської межі, вважаючи і саме місто; починаючи з III століття) і нарешті Велике Місто (якщо має мінімум 10 будівель в кордонах міської межі, вважаючи і саме місто; починаючи з VI століття). Виробляє робітників. Кожне місто має кордон, так звану межу міста, тільки в ній можна будувати наступні будівлі:
- Бібліотека — проводить основні дослідження.
- Храм — збільшує: кількість очок життя всіх будівель в межах міської межі цього міста, вплив на національні кордони, дальність стрільби самого міста; проводяться дослідження: збільшення видобутку непродовольчих ресурсів для рибалок і купців, підвищення відсотку доходу, залежно від величини підвладної території.
- Ринок — виробляє каравани і купців, дозволяє купувати і продавати ресурси (починаючи з 2 комерційного дослідження); стабільно приносить в казну +10 Багатства.
- Ферма — виробляє ресурс Їжа, вимагає 1 працівника. Максимум 5 на місто.
- Комора — збільшує виробництво їжі на фермах міста, в якому побудована.
- Лісопилка — збільшує виробництво дерева в таборах лісорубів міста, в якому побудована.
- Нафтопереробний завод — збільшує видобуток нафти з усіх свердловин нації на третину.

Існує 3 економічні будівлі, які можна будувати будь-де на підконтрольній нації території:
- Табір лісорубів — будується біля лісів, виробляє ресурс Деревина, вимагає робітників у залежності від розміру лісового масиву;
- Табір шахтарів — будується біля гір, виробляє ресурс Метал, вимагає робітників у залежності від розміру гори;
- Нафтова свердловина (на морі — нафтова вишка) — будується на нафтоносній ділянці, виробляє ресурс Нафта, вимагає 1 робітника.

#### Військові
Військові будівлі можна будувати будь-де в межах національних кордонів і на території союзних націй. Наступні будови виробляють військових юнітів і вдосконалюють їх:
- Казарми — для піхоти;
- Стайні (починаючи з індустріальної епохи — автозавод) — для кавалерії і бронетехніки;
- Фабрика облогових знарядь — для артилерії і транспорту постачання;
- Док — для флоту (виробляє і цивільних юнітів — рибалок);
- Авіабаза — для авіації;
- Ракетна шахта — для ядерних і крилатих ракет;
- Форт (у різні епохи також замок, цитадель, редут) — для генералів і шпигунів. Потужне оборонне укріплення. Впливає на національні кордони.

Невиробничі військові будівлі:
- Вежа (у різні епохи також фортеця, табір, бункер) — охоронне укріплення, атакує розташованих поблизу ворогів.
- Сторожова вежа (починаючи з індустріальної епохи — стаціонарна установка ППО) виявляє «прихованих» юнітів, атакує повітряні цілі.

#### Чудеса світу
Кожне чудо світу дає своєму власникові специфічні бонуси. Всього в грі існує 14 чудес:
- Піраміди — збільшують ліміт міст, ліміт на їжу і багатство +50, виробництво їжі на фермах нації;
- Колос — збільшує ліміт населення, ліміт на деревину і багатство +50, виробництво багатства;
- Колізей — збільшує вплив на національні кордони +2, виснаження ворога +50 %;
- Теракотова армія — регулярно безкоштовно виробляє одиницю легкої піхоти;
- Анкгор-Ват — збільшує ліміт на метал, виробництво металу;
- Порцелянова вежа — дає можливість отримати ефект від рідкісних ресурсів на території нації, навіть за відсутності купця, а при його наявності збільшує рівень доходу від цього рідкісного ресурсу;
- Версаль — здешевлює всі дослідження в бібліотеці на 50 %, дає можливість обозним вагонам лікувати війська і прискорює швидкість пересування артилерії на третину;
- Кремль — створює безкоштовного шпигуна; збільшує ліміт на їжу, дерево і метал +200; збільшує ефект виснаження на 100 %;
- Статуя свободи — зменшує для гравця ефект виснаження на ворожій території, безкоштовно вдосконалює всі наземні і повітряні війська;
- Тадж-Махал — збільшує кількість «життя» всіх будівель вдвічі, ліміт на багатство;
- Ейфелева вежа — збільшує видобуток нафти вдвічі, національні кордони +6;
- Суперколайдер — дозволяє проводити дослідження миттєво, впливає на ринок: ціна покупки ресурсів ніколи не перевищує 125, ціна продажу завжди не нижче 25;
- Космічна програма — відкриває всю карту, прибирає «туман війни», дає непідвладність «ядерному ембарго».

На 1 місто можна побудувати тільки 1 Чудо світу і тільки досягнувши відповідної йому епохи (для єгиптян можливе спорудження двох чудес світу на одне місто, також можливість спорудження чудес світу відповідної епохи з'являється на епоху раніше).
У доповненні Thrones and Patriots додалося ще декілька чудес.

### Нації
Всього в грі існує 18 націй:
- Ацтеки
- Банту
- Британці
- Китайці
- Єгиптяни
- Французи
- Німці
- Греки
- Інки
- Японці
- Корейці
- Мая
- Монголи
- Нубійці
- Римляни
- Росіяни
- Іспанці
- Турки

У доповненні Thrones and Patriots додалося ще 6 націй:
- Американці
- Голландці
- Індійці
- Ірокези
- Дакота
- Перси

| Нація    | Столиця         | Лідери | Назва унікальної особливості | Унікальна особливість | Унікальні юніти | Стратегія гри         |
| -------- | --------------- | --- | ---------------------------- | --- | --- | --------------------- |
| Ацтеки   | Теночтітлан     | - Акамапічтлі - Уїціліуїтль - Чимальпопока - Іцкоатль - Монтесума I - Ашаякатль - Тісок - Ауісотль - Монтесума II - Куітлауак - Куаутемок     | Сила пожертви                | - За кожне вбивство ворожого юніта отримує 15 одиниць ресурсів у першій епосі (30 у другій, 45 у третій і 60 у четвертій); - Кількість награбованих ресурсів при знищенні будівель суперника збільшено на 100 %; - Отримує декілька легких піхотинців при будівництві бараків. Кількість безкоштовних піхотинців збільшується з переходом у нові епохи. | - Атлатль - Королівський атлатль - Атлатль-гопіллі - Ягуари (піхота) - Спецотряд ягуарів (піхота)                                                       | Агресивна             |
| Банту    | Велике Зімбабве | - Шака - Кетчвайо - Дінгаан - Королева Нанді - Королева Мкабі                                                                                 | Сила міграції                | - Можливість будувати на один міський центр більше. Будівництво міських центрів на 75 % дешевше; - На 100 % більший ліміт населення. Населення може перевищувати ліміт на 25 %; - Солдати з бараків та міщани пересуваються на 25 % швидше; - Для покращення солдатів не потрібно досліджувати відповідні технології. | - Умпакаті - Янгомбі умпакаті - Імпі - Винищувач «Яструб» - Винищувач «Орел»                                                                            | Агресивна             |
| Британці | Лондон          | - Генріх VIII - Річард I Левове Серце - Генріх V - Вільгельм I Завойовник - Єлизавета І - Марія I Тюдор                                       | Сила імперії                 | - Ліміт видобутку ресурсів збільшено на 25 %; - Дохід від збору податків збільшено вдвічі; - Кораблі будуються на 33 % швидше; - Лучники британців безкоштовно отримують всі свої покращення; - Башти та фортеці отримують +2 до дальності враження; - Протиповітряні юніти та будівлі коштують на 25 % дешевше та будуються на 33 % швидше. | - Довголучники - Королівські довголучники - Королівські йомени - Гвардійці - «Чорні часові» - Бомбардувальник «Ланкастер»                               | Економічна            |
| Китайці  | Пекін           | - Цінь Ши Хуан-ді - У-ді | Сила культури                | - Наукові дослідження з бібліотеки на 20 % дешевші; - Травництво, медицина та фармацевтика повністю безкоштовні; - Гра починається з великим міським центром. Усі нові міські центри автоматично стають великими; - Міщани, каравани та купці створюються моментально. | - Вогненні списи - Тяжкі вогненні списи - Мушкетери Манчу - Стрільці Манчу - Піхота Манчу                                                               | Захисна, економічна   |
| Єгиптяни | Фіви            | - Клеопатра VII - Нефертіті - Хатшепсут - Рамсес II - Хеопс - Аменхотеп III                                                                   | Сила Нілу                    | - Гра починається з амбаром та безкоштовними покращеннями для нього; - Біля кожного міського центру можна будувати до 7 ферм; - На будівництво чудес світу витрачається на 25 % менше ресурсів. Чудеса можна будувати на одну епоху раніше. Біля кожного міського центру можна збудувати відразу по два чуда світу. - Ліміт добування їжі збільшено на 10 %. - Ферми виробляють +2 багатства. | - Колісниця - Легкий верблюд - Тяжка колісниця - Воїн на верблюді - Мамлюк - Елітний воїн на верблюді - Королівський мамлюк                             | Економічна            |
| Французи | Париж           | - Людовик XIV - Наполеон I Бонапарт | Сила лідерства               | - Візки з припасами можуть лікувати солдатів; - Після будівництва фабрики чи заводу облогових машин отримує по одному безкоштовному візку з припасами; - Юніти з фабрики чи заводу облогових машин отримують додаткову швидкість переміщення. Крім цього, вони на 25 % дешевші та створюються у 2 рази швидше; - Гра починається з лісопилкою. Покращення з лісопилки досліджуються безкоштовно; - У лісопилках з'являються по два додаткових робочих місця; - Ліміт добутку деревини збільшено на 10 %. | - Шевальє - Тяжкий шевальє - Кінний гренадер - Кінний гренадер-гвардієць                                                                                | Агресивна             |
| Німці    | Берлін          | - Аларіх I - Фрідріх ІІ - Отто фон Бісмарк | Сила промисловості           | - Покращення амбарів, лісопилок та заводів коштують вдвічі менше ресурсів та відкриваються набагато раніше; - Міські центри виробляють на 10 одиниць більше їжі, деревини та металу; - Бонуси від будівництва добуваючих будівель збільшено на 50 %; - Повітряні юніти будуються на 33 % швидше; - За будівництво кожного аеродрома дається по два безкоштовних винищувача. | - Солдури - Варвари - Вандали - Ландскнехти - Фольксгренадери - Кулемет MG42 - Танк «Тигр» - Танк «Леопард»                                             | Агресивна, економічна |
| Греки    | Афіни           | - Перикл - Александр Македонський - Лісандр                                                                                                   | Сила філософії               | - Дослідження з бібліотеки на 10 % дешевші та проводяться вдвічі швидше; - Можливість будувати університети та накоплювати знання із самого початку гри; - Бібліотеки та університети на 50 % дешевші. | - Компаньонська кавалерія - Королівська компаньонська кавалерія - Стратіотаї - Королівський стратіотаї                                                  | Економічна            |
| Інки     | Куско           | - Манко Капак - Віракоча Інка - Інка Пачакутек - Тупак Юпанкі - Уайна Капак - Уаскар - Атауальпа                                              | Сила золота                  | - Шахти добувають не тільки залізо, але й додаткові очки багатства; - Ліміт добування очок багатства збільшено на 33 %; - Втрачаючи солдатів, отримує 25 % витрачених на них ресурсів; | - Інті з кийками - Інті з палицями - Мортира - Облогова мортира                                                                                         | Економічна            |
| Японці   | Кіото           | - Хіміко - Тайра но Масакадо - Мінамото-но Йорітомо - Асікаґа Такаудзі - Ода Нобунаґа - Токуґава Ієясу                                        | Сила честі                   | - Солдати з бараків на 7 % дешевші та створюються на 10 % швидше за кожну нову епоху і відповідне військове покращення; - Солдати з бараків завдають на 5 % більше шкоди по будівлях при переході у кожну нову епоху та дослідженні відповідної військової технології; - Кораблі на 10 % дешевші, а авіаносці будуються на 33 % швидше; - Ферми на 50 % дешевші. Рибалки та ферми дають на 25 % більше ресурсів.                                                                                         | - Пікінери асігару - Бусі - Елітні бусі - Самурай - Самурай з аркебузою                                                                                 | Економічна            |
| Корейці  | Сеул            | - Тангун - Квангетхо - Ван Гон - Їнхон - Сондок - Їнсон                                                                                       | Сила традиції                | - Гра починається з храмом, а також безкоштовно досліджуються всі покращення з нього; - На початку гри доступний додатковий міщанин. За будівництво другого міста безкоштовно дається ще двоє міщан, а за будівництво наступних міст — ще по п'ять міщан; - Міщани лагодять будівлі на 50 % швидше. Процес будівництва чи лагодження будівель не сповільнюється під час атаки; - Дослідження для повстанців безкоштовні.                                                                                 | - Хваран - Елітний хваран - «Вогненна стріла» - Королівський хваран - Тяжка «Вогненна стріла» - Елітний королівський хваран                             | Захисна, економічна   |
| Майя     | Майяпан         | - Пакаль - Чак Балам - Чіам - Ахмок - Вакакі - Начанкан                                                                                       | Сила архітектури             | - Міські центри, фортеці та башти стріляють більшою кількістю стріл; - Будівлі отримують на 50 % більше здоров'я та будуються вдвічі швидше; - На будівництво будівель витрачається на 33 % менше деревини (не впливає не ціну чудес світу). | - Пращники з баламобами - Королівські пращники з баламобами - Пращники з баламобами племені Орла - Рущниця без віддачі - Пушка Dragon AT Missile        | Захисна               |
| Монголи  | Каракорум       | - Чингісхан - Уґедей - Хубілай - Батий - Мандухай - Чабі                                                                                      | Сила орди                    | - За будівництво стаєнь дається однин вершник з луком. Після дослідження другого рівня військової справи дається по 3 вершника за кожну нову стайню; - Вся кавалерія коштує на 10 % дешевше та створюється на 20 % швидше; - +1 їжі за кожен новий відсоток контрольованої території (множиться на число гравців, поділене на 2); - Отримана шкода від виснаження зменшена вдвічі; - Дослідження логістики, постачання та заготівлі безкоштовні.                                                         | - Кочівник - Степовий кочівник - Ординець - Ординець Золотої Орди                                                                                       | Агресивна             |
| Нубійці  | Напата          | - Піанхі - Шабака - Аманішакете - Тахарка | Сила торгівлі                | - Автоматично виявляє всі рідкі ресурсі на межі своїх володінь; - Купці збирають на 50 % більше ресурсів; - Гра починається зі вже побудованим ринком, на якому завжди можна купувати ресурси; - Ліміт караванів збільшено на 1; - Купці, каравани та ринки коштують на 50 % дешевше. | - Лучники кушіте - Лучник на верблюді - Королівський лучник кушіте - Тяжкий лучник на верблюді - Лучник апедемак - Рейдер на верблюді - «Верблюжі тіла» | Економічна            |
| Римляни  | Рим             | - Гай Юлій Цезар - Октавіан Август - Траян - Марк Аврелій - Адріан - Костянтин Великий - Юстиніан I - Феодора - Лівія Друзілла - Вібія Сабіна | Сила Цезаря                  | - Фортеці захоплюють більше території; - Фортеці та башти можна будувати на початку гри, до того ж вони на 25 % дешевші; - Отримує безкоштовну піхоту після будівництва бараків (1 у першій епосі, 2 в епосі пороху, 3 в індустріальній); - Важка піхота створюється на 10 % швидше та коштує на 10 % дешевше. | - Легіонер - Легіонер Цезаря - Преторіанська гвардія | Агресивна             |
| Росіяни  | Москва          | - Петро I - Іван IV Грозний - Катерина II - Володимир Ленін                                                                                   | Сила Батьківщини             | - Подвійна шкода від виснаження; - Технології виснаження досліджуються безкоштовно; - Кордони ще більше розширюються з кожним рівнем дослідження громадянства; - Нафта добувається на 20 % швидше; - Шпигуни на 50 % дешевші та залишаються невидимими після застосування своїх особливих здібностей. | - Русин зі списом - Козак - Донський козак - Піхота Червоної Армії - «Катюша» - КДБ - Танк Т-80                                                         | Захисна               |
| Іспанці  | Мадрид          | - Філіп II Розсудливий - Ізабелла І | Сила досліджень              | - Гра починається зі вже розвіданою мапою та додатковим розвідником; - Розвідники отримують кращий огляд, покращуються безкоштовно та можуть набагато частіше використовувати свої здібності; - До початку індустріальної епохи отримує по одному важкому кораблю за кожен збудований порт; - За дослідження руїн дається по 35 ресурсів, а також ще по 35 ресурсів за кожен рівень дослідження науки.                                                                                                   | - Скутарі - Королівський скутарі - Терсіо - Королівський терсіо                                                                                         | Економічна            |
| Турки    | Стамбул         | - Сулейман I Пишний - Мехмед II Фатіх | Сила облоги                  | - Всі облогові машини мають більший радіус огляду та враження; - Військові дослідження коштують на 33 % дешевше; - За будівництво заводу облогових машин дається по дві безкоштовних облогових машини; - Міщани на 33 % дешевші; - Міста турків захоплюються втричі довше; - Покращення для облогових машин досліджуються безкоштовно. | - Яничари - Василіск (бомбарда) - Королівські яничари - Василіск (гармата)                                                                              | Агресивна             |

## Сприйняття

### Критика
| Агрегатор  | Оцінка |
| ---------- | ------ |
| Metacritic | 89/100 |

| Видання               | Оцінка |
| --------------------- | ------ |
| Computer Gaming World | [ 3 ]  |
| Edge                  | 7/10   |
| Eurogamer             | 9/10   |
| Game Informer         | 9/10   |
| GamePro               | [ 7 ]  |
| GameRevolution        | B+     |
| GameSpot              | 9.3/10 |
| GameSpy               | [ 10 ] |
| GameZone              | 9.5/10 |
| IGN                   | 8.2/10 |
| PC Gamer (США)        | 93%    |
| PC PowerPlay          | 88%    |

Rise of Nations отримала позитивний прийом від критиків, агрегатор оглядів Metacritic вказує, що гра отримала «загалом схвальні відгуки» із середнім балом 89 %.

### Нагороди
Сайт GameSpot назвав Rise of Nations найкращою комп'ютерною грою травня 2003 року.
Rise of Nations виграла нагороду журналу PC Gamer US 2003 року як «Найкраща стратегічна гра в реальному часі» та посіла друге місце в категорії журналу «Найкраща гра 2003 року» після Knights of the Old Republic. Представник видання Вільям Гармс назвав її підхід «схемою майбутнього жанру» та тим «як слід створювати RTS-ігри з цього моменту». Журнал Computer Games Magazine назвав Rise of Nations п'ятою найкращою комп'ютерною грою 2003 року та вручив їй нагороду за «Найкращий інтерфейс». Редактори написали, що гра «значною чудово вдалася і викликає звикання в процесі». Редактори Computer Gaming World номінували Rise of Nations на свою нагороду «Стратегічна гра року» 2003 року, але вона програла Age of Wonders: Shadow Magic.
Під час 7-ї щорічної премії Interactive Achievement Awards Академія інтерактивних мистецтв і наук номінувала Rise of Nations на чотири нагороди: «Гра року», «Комп'ютерна гра року», «Комп'ютерна стратегічна гра року» та «Видатна інновація в комп'ютерних іграх».